# ترامب دائما يجبن

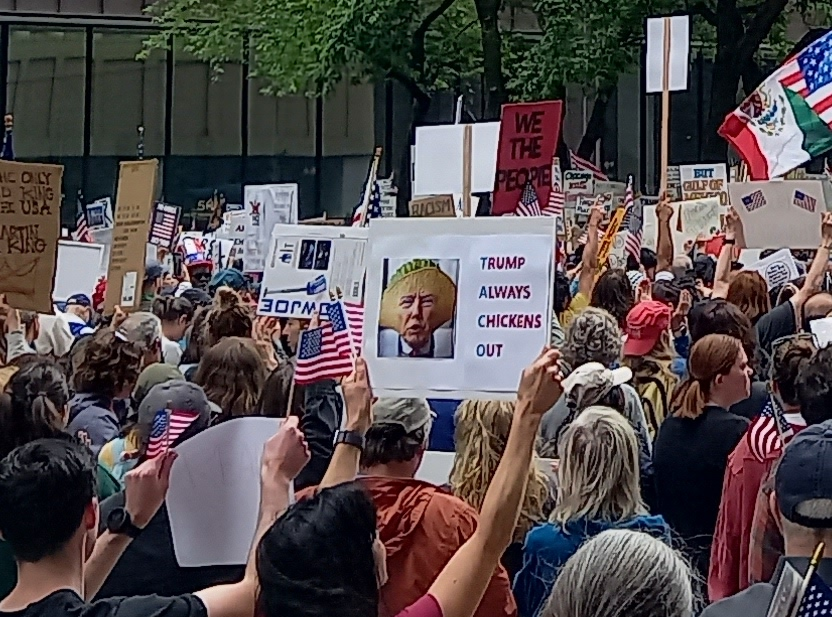
متظاهر يحمل لافتة كُتب عليها "ترمب دائمًا يتراجع"

ترمب دائمًا يَجْبُنُ (بالإنجليزية: Trump Always Chickens Out أو اختصارا TACO)، هو اختصار ساخر انتشر في مايو 2025، ويُستخدم للإشارة إلى ميل الرئيس الأمريكي دونالد ترمب إلى إطلاق تهديدات بفرض رسوم جمركية خلال حربه التجارية، ثم التراجع عنها أو تأجيلها لاحقًا. يشير المصطلح، المعروف أيضًا بـ "صفقة تاكو"، إلى استراتيجية ترمب القائمة على تصعيد التهديدات في بادئ الأمر، ثم التراجع عنها لإتاحة المزيد من الوقت للمفاوضات وتهدئة الأسواق.

## خلفية
لقد وُصِف ميل ترمب إلى تغيير مواقفه السياسية منذ حملته الرئاسية الأولى. وقبل ظهور الاختصار الساخر تاكو، استخدم المراقبون مصطلحات مثل "التراجع" و"التقلّب في المواقف" (flip-flop) للإشارة إلى هذا السلوك. أما في وول ستريت، فقد أطلق بعض المتداولين على هذا النمط اسم "ضمانة ترمب" (Trump put)، في إشارة إلى ميله لتغيير السياسات إذا ما تسببت في ردود فعل سلبية في الأسواق المالية خلال ولايته الأولى.  
لا يزال هذا الاتجاه مستمرًا حتى فترة رئاسة ترمب الثانية،    مع ملاحظة المعلقين لقضايا محددة بما في ذلك التجارة،     والهجرة،   والعلاقات الدولية. 

## الأصول
استُخدم هذا المصطلح لأول مرة من قِبل الصحفي روبرت أرمسترونج، من صحيفة فاينانشال تايمز، في مقال رأي نُشر بتاريخ 2 مايو 2025، ناقش فيه التعريفات الجمركية وتأثيراتها على الأسواق الأمريكية.  في المقال، وهو جزء من سلسلة بعنوان "غير مُحَوَّط"، قال أرمسترونج إن الأسواق تُدرك أن "الإدارة الأمريكية لا تتحمّل ضغوط السوق والاقتصاد بشكل كبير، وستتراجع بسرعة عندما تُسبب التعريفات الجمركية ضررًا". أطلق أرمسترونج على هذا "نظرية تاكو: ترمب دائمًا يَجْبُنُ".  

## أمثلة

### التعريفات الجمركية
قدمت كاتي مارتن من صحيفة فاينانشال تايمز ثلاثة أمثلة على "عامل التاكو" حيث تراجع ترمب عن قرار استجابة لرد فعل السوق: فرض ترمب رسومًا جمركية عالية "بمناسبة يوم التحرير" وإيقافها مؤقتًا بعد أسبوع، ودعوته لإنهاء عمل رئيس مجلس الاحتياطي الفيدرالي جيروم باول قبل أن ينأى بنفسه عن الفكرة، والتزام الولايات المتحدة بإلغاء الرسوم الجمركية على الصين خلال محادثات التجارة في مايو.  مثال آخر هو عندما أرجأ ترمب اقتراحه بفرض رسوم جمركية بنسبة 50% تؤثر على واردات الاتحاد الأوروبي إلى 9 يوليو، مما أدى لاحقًا إلى ارتفاع الأسواق الأوروبية.  
كتبت شانون بيتيبيس من قناة إن بي سي نيوز عشرة أمثلة على "تهديد ترمب بفرض رسوم جمركية، ثم تراجع عنها منذ توليه منصبه". وأضافت: "في حين فرض ترمب عددًا من الرسوم الجمركية الشاملة التي رفعت تكاليف الشركات والمستهلكين الأمريكيين الذين يشترون السلع من الخارج، إلا أنه هدد بفرض رسوم جمركية أكبر بكثير مما نفذه". 

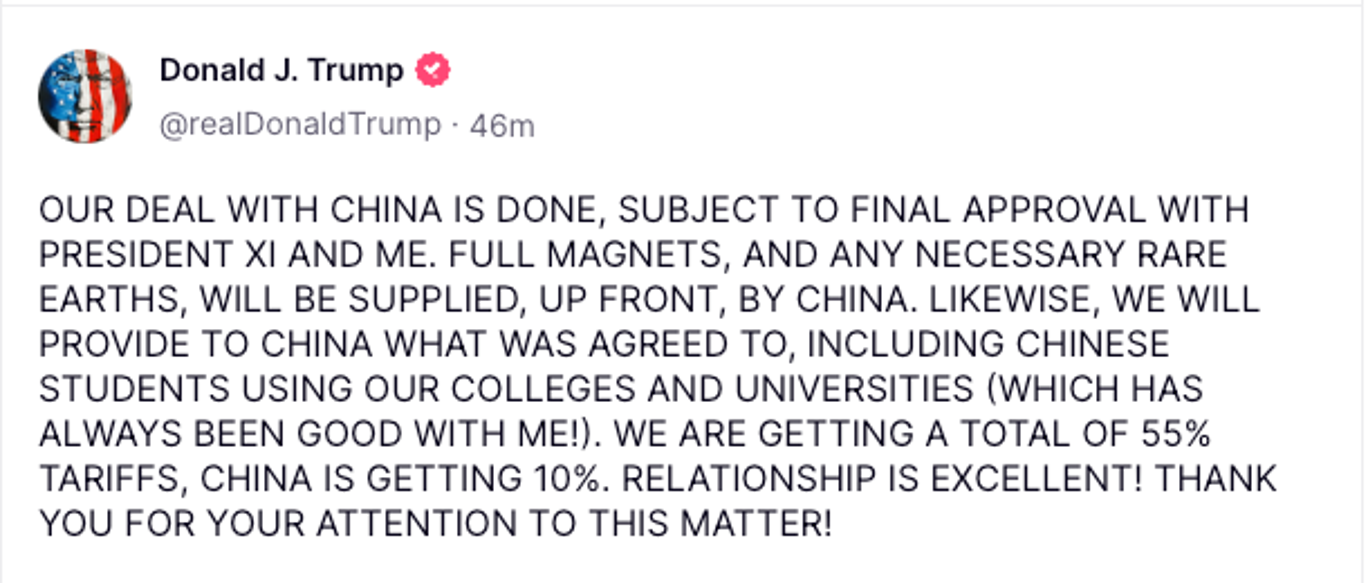
منشور على موقع تروث سوشل من دونالد ترمب يعلن فيه إلغاء بعض الرسوم الجمركية ضد الصين، وهو ما يراه المحللون بمثابة "تراجع" من ترمب.

في 11 يونيو 2025، نشر ترمب على موقع "تروث سوشيال" أنه توصل إلى اتفاق في حرب الولايات المتحدة التجارية مع الصين.  وأشارت قناة إيه بي سي نيوز إلى أن متحدثًا صينيًا وصف الاتفاق بأنه "إطار عمل" لتعزيز الاتفاقات التي تم التوصل إليها في مايو، وأن المحادثات تُمثل "الاجتماع الأول". ووصف وزير التجارة هوارد لوتنيك الاتفاق بأنه "مصافحة من أجل إطار عمل".  ونشرت صحيفة وول ستريت جورنال افتتاحية تنتقد الاتفاق، واصفة إياه بأنه "هدنة تميل لصالح الصين" إذ يبدو أنه "يعيد علاقاتهما التجارية إلى ما كانت عليه قبل بضعة أشهر قبل التصعيد المتبادل".   ورأى فريد زكريا من صحيفة واشنطن بوست أن الاتفاق التجاري الغامض مثال على "تاكو"، باستثناء "تغيير واحد"، وهو أن الأمريكيين "سيظلون يدفعون رسومًا جمركية بنسبة 55% على البضائع الواردة من الصين (مقارنةً برسوم صينية بنسبة 10% على البضائع الأمريكية)".  في 8 يوليو 2025، أعلن ترمب مرة أخرى عن تأجيل تنفيذ التعريفات الجمركية على 14 دولة، مما أدى إلى تأجيل الموعد النهائي للمفاوضات من 9 يوليو إلى 1 أغسطس  وأفادت بلومبرج أن ترمب خفف من لهجته المتشددة تجاه الصين لضمان عقد قمة مع الأمين العام للحزب الشيوعي الصيني شي جين بينج، بهدف الدفع نحو اتفاقية تجارية بين أمريكا والصين. 

### العلاقات الخارجية
كتب جدعون راتشمان من صحيفة فاينانشال تايمز أن "ترمب دائمًا ما يتراجع عن السياسة الخارجية أيضًا"، مستشهدًا ببحث لجيريمي شابيرو من المجلس الأوروبي للعلاقات الخارجية وجد أن ترمب هدد باستخدام القوة ضد الخصوم الأجانب في 22 مناسبة (حتى أوائل عام 2025)، لكنه فعل ذلك في مناسبتين فقط.  على سبيل المثال، خلال فترة ولايته الأولى، هدد ترمب "بالنار والغضب" ضد كوريا الشمالية وهدد بمحو أفغانستان "عن وجه الأرض" في غضون 10 أيام؛ لم ينفذ ترمب تهديده في أي من الحالتين، بل دخل بدلاً من ذلك في مفاوضات فاشلة مع كوريا الشمالية بشأن برنامجها النووي ودخل في اتفاقية لانسحاب الولايات المتحدة من أفغانستان دون أي تنازلات ذات مغزى من طالبان في المقابل. 

## ردود الفعل

### في السياسة والاقتصاد
سُئل دونالد ترمب من قِبل ميغان كاسيلا، مراسلة قناة سي إن بي سي، عن رأيه في هذا المصطلح في 28 مايو 2025، خلال مراسم أداء اليمين لمنصب المدعي العام بالإنابة. نفى ترمب هذا السلوك، قائلاً: "هذا يُسمى تفاوضًا". ووصف السؤال بأنه "سؤال بغيض"، مضيفًا: "عادةً ما أواجه مشكلة معاكسة. يقولون إنني شديد الصرامة".   ووفقًا لشبكة سي إن إن، لم يكن ترمب قد سمع المصطلح بعد، وفهم في البداية أن كاسيلا كانت تصفه بالجبن. 
أشار لورانس أودونيل إلى سياسات ترمب وأفعاله التي، في رأيه، سيتم عكسها من قبل المحاكم، ولكنها، إلى جانب التراجعات التي قام بها ترمب نفسه، تميزه بأنه رئيس غير فعال حيث يدرك الجميع بشكل متزايد أنه سيتراجع، مما أدى إلى ظهور اختصار تاكو، في حين تستمر حرب التعريفات الجمركية في إيذاء الشركات الأمريكية.  ونقلت صحيفة نيويورك تايمز عن المحللين سالومون فيدلر من بنك بيرينبيرج، وبول دونوفان من إدارة الثروات في يو بي إس، وكريس بوشامب من مجموعة آي جي، قائلين إن تهديدات ترمب بالتعريفات الجمركية لا تدوم. 
في 28 مايو 2025، قضت محكمة التجارة الدولية الأمريكية بأن ترمب تجاوز صلاحياته بموجب قانون الصلاحيات الاقتصادية الطارئة الدولية وألغت جميع الرسوم الجمركية المتعلقة به. دفع هذا حاكم ولاية كاليفورنيا، جافين نيوسوم، إلى التعليق قائلاً: "اليوم أمطار تاكو".   نشرت رويترز ملاحظة حول الاختصارات الشائعة بين المستثمرين بعد أربعة أشهر من ولاية ترمب الثانية: يولو ، تاكو، ميجا، وماجا (اجعل أمريكا ترحل). وعند التواصل معه للتعليق، قال المتحدث باسم البيت الأبيض ، كوش ديساي، في رسالة بريد إلكتروني: "هذه الاختصارات السخيفة تُظهر كيف دأب المحللون غير الجادين على السخرية من الرئيس ترمب وأجندته التي أسفرت بالفعل عن تقارير وظائف وتضخم فاقت التوقعات، والتزامات استثمارية بتريليونات الدولارات، واتفاقية تجارية تاريخية مع المملكة المتحدة، وارتفاع ثقة المستهلك". 
في مقابلة مع نيكول والاس على قناة إم إس إن بي سي في 30 مايو، صاغ الخبير الاقتصادي جاستن وولفرز اختصارات إضافية حول تصرفات ترمب المتعلقة بالطعام المكسيكي: بوريتو - "إعادة صياغة قواعد التجارة الدولية بشكل غير دستوري، كما هو واضح". وقال إن الرد الصحيح هو استخدام تشورو - "المحاكم مسؤولة مسؤولية كاملة عن استعادة النظام" 
استذكر ديفيد جراهام، الكاتب في مجلة ذا أتلانتيك، تحليله الخاص لعام 2018 لـ"نمط ترمب في التراجع الدائم تقريبًا" عن السياسة الدولية خلال فترة ولايته الأولى، مشيرًا إلى أن وول ستريت "بدأت للتو في اللحاق بالركب"، ونظرًا لأن ترمب يعرف الآن عن تعبير تجارة تاكو، فقد يعني ذلك أنه قد يتخذ خيارات سيئة ويستمر فيها، مما يتسبب في انهيار الأسواق.  في مقابلة مع رويترز، في سياق إعلان ترمب في 30 مايو عن زيادة الرسوم الجمركية على الصلب والألمنيوم، قال يواكيم كليمنت، رئيس الاستراتيجية في بنك الاستثمار بانمور ليبيرم، "نعتقد أنه للأسف، مع انتشار ما يسمى بتجارة تاكو بشكل أكبر، يصبح من المرجح أن يلتزم ترمب برسوم جمركية أعلى لمجرد إثبات وجهة نظره".  
في 3 يونيو 2025، يوم الثلاثاء، أوقفت اللجنة الوطنية الديمقراطية شاحنة تاكو مستأجرة، مُصممة بصور ترمب وهو يرتدي زي دجاجة، خارج مقر اللجنة الوطنية الجمهورية، ووزعت تاكو مجانية على المارة "كطريقة فعالة لجذب الانتباه إلى سياسات التعريفة الجمركية لترمب، والتي وصفوها بأنها "تلعب بمعيشة الأسر العاملة".   انتقد نائب الرئيس جيه دي فانس حزب المعارضة ووصفه بأنه "أعرج"، فردت اللجنة الوطنية الديمقراطية واصفة إياه بأنه "نائب الرئيس الأكثر إحراجًا في التاريخ الأمريكي"، وذكرت أن قانون مشروع القانون الكبير الجميل من المرجح أن "يحرم الناس من الطعام". 
زيشان عليم، الكاتب في إم إس إن بي سي، انتقد استخدام الديمقراطيين لشعار "تاكو" كشعار سياسي لعدم دقته، إذ كان ترمب (اعتبارًا من يونيو 2025) يُبقي على التعريفات الجمركية الأساسية والمحددة. وأيضًا، "لماذا يُجرؤ الديمقراطيون ترمب على تنفيذ تهديداته الأكثر تطرفًا بفرض التعريفات؟" يقتبس عليم عن روبرت أرمسترونغ رثاءه لتأثير هذا الشعار: "دعونا نوضح، التراجع أمر جيد ومُحتفى به. التراجع عن السياسات السيئة أمرٌ رائع". وأخيرًا، إذا كانت رسالة الديمقراطيين هي أن ترمب يُشكل تهديدًا للديمقراطية، "فمن الغريب بعض الشيء أن يُجادلوا في الوقت نفسه بأن ترمب مجرد كلام دون فعل". 

### في وسائل الإعلام

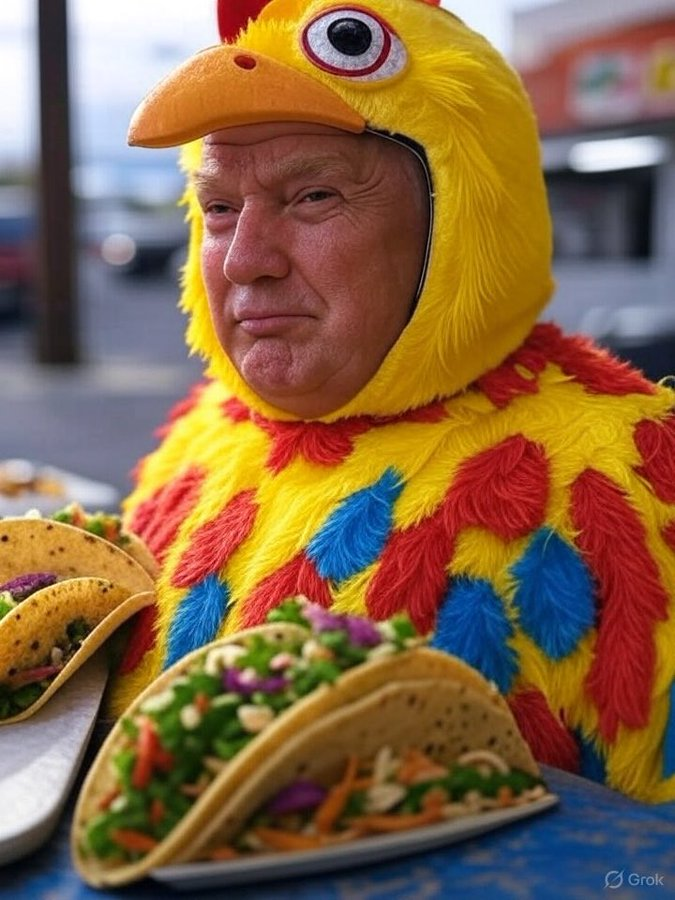
صورة مولدة بالذكاء الاصطناعي لدونالد ترمب مرتديًا زي دجاجة ويحمل سندويشات التاكو

بعد رد ترمب مباشرةً تقريبًا، بدأ المصطلح موجةً من الميمات حول إشارة ترمب إلى اختصار "تاكو" أو العبارة مباشرةً. غالبًا ما استخدمت الميمات الذكاء الاصطناعي التوليدي لإنتاج صور ومقاطع فيديو اصطناعية لترمب في مواقف تُحاكي المصطلح الفيروسي.   سخرت الرسوم الكاريكاتورية الافتتاحية من رد فعل ترمب على المصطلح، مستخدمةً في كثير من الأحيان التورية والرسوم الكاريكاتورية المبالغ فيها لبوتين وترمب. 
انتشر المصطلح على نطاق واسع في الصحافة الدولية،    مع ترجمة العبارة إلى الإستونية (Trump lööb alati vedelaks)،  الفرنسية (Trump se dégonfle toujours)،  الألمانية (Trump macht immer einen Rückzieher)،  النرويجية (Trump trekker seg alltid)،  السلوفينية (Trump se vedno ustraši)،  الإسبانية (Trump siempre se acobarda)،  البرتغالية البرازيلية (Trump sempre amarela)،  ولغات أخرى.
أشادت مقدّمات برنامج "ذا فيو"، ووبي غولدبرغ، وجوي بيهار، وآنا نافارو، بعبارة "تاكو" في برنامجهن. وتضمّن تحليل نافارو ومناقشتها للقب مع مقدّمات أخريات سبب شكوكهنّ في اكتساب الاسم رواجًا، وما أدّى إلى شعبيته، قائلةً: "لكي يكون اللقب فعّالاً، لا بدّ أن يكون حقيقيًا، وهذا صحيح: فسياسته التجارية مُشوّهة [...] ويجب أن يُثير استياء الشخص، وهو ما حدث بالفعل". وأشارت المقدّمة سارة هاينز إلى استخدام ترمب الشائع للألقاب المُهينة للشخصيات العامة التي لا يُحبّها. كما شبّهت نافارو اللقب الرائج بـ"الكارما" بسبب تصرفات ترمب السابقة المتعلقة بالمكسيك في بداية ولايته الثانية، بما في ذلك منع وكالة أسوشيتد برس من حضور فعاليات البيت الأبيض الصحفية لرفضها الإشارة إلى خليج المكسيك باسم "خليج أمريكا". 

## روابط خارجية
- وسائط متعلقة بـ ترامب دائما يجبن في كومنز.